# 桑折英三郎
桑折 英三郎（こおり ひでさぶろう、1887年12月21日 - 1977年12月19日）は、日本の海軍軍人。最終階級は海軍中将。

## 経歴
東京で生まれる。本籍は愛媛県。1909年（明治42年）11月、海軍兵学校（37期）を卒業し、1910年（明治43年）12月、海軍少尉任官。海軍大学校乙種、海軍砲術学校高等科で学ぶ。1917年（大正6年）12月、「磐手」分隊長となり、「山風」砲術長、砲術学校教官兼副官などを経て、1921年（大正10年）12月、海軍少佐に昇進。1922年（大正11年）11月、海大（甲種20期）を卒業した。
1922年12月、「日向」分隊長に就任。1923年（大正12年）3月、皇族付武官として高松宮宣仁親王付となり、以後、高松宮の異動に伴い、「浅間」「長門」「扶桑」「古鷹」の各乗組、横須賀鎮守府付を兼務した。この間の1926年（大正15年）12月、海軍中佐に進級。
1927年（昭和2年）4月、横須賀鎮守府付として欧米各国に出張。1928年（昭和3年）5月、「木曾」副長となり、海軍省軍務局局員を経て、1930年（昭和5年）12月、海軍大佐に昇進し海大教官となる、同月、海軍経理学校教官を兼務。1931年（昭和6年）12月、侍従武官兼軍事参議院幹事に異動。1935年（昭和10年）12月、「陸奥」艦長に就任し、佐世保鎮守府参謀長に転じ、1936年（昭和11年）12月、海軍少将に進級。
1938年（昭和13年）9月、第13戦隊司令官となり、第1連合特別陸戦隊司令官を経て、1939年（昭和14年）10月、在満州国大使館付武官に異動。1940年（昭和15年）11月、海軍中将に進級し軍令部出仕となる。同年12月、予備役編入となり皇子傅育官となった。
1947年（昭和22年）11月28日、公職追放の仮指定を受けた。

## 栄典
- 1916年（大正5年）1月21日 - 正七位[2]